# Ширяев, Владислав Александрович
Владислав Александрович Ширяев (род. 29 октября 1973 года, Миасс) — российский легкоатлет, специализирующийся в беге на 400 метров с барьерами. Мастер спорта России международного класса. Участник летних Олимпийских игр 2000 года. Четырёхкратный чемпион России (1997, 1998, 1999, 2000). Заслуженный тренер России (2016).

## Биография
Родился 29 октября 1973 года в городе Миасс, Челябинской области. Начал заниматься лёгкой атлетикой в 12 лет у тренера Олега Леонидовича Богданова и Сергея Викторовича Пугача. Первые два года тренировался в многоборье. С 14 лет начал специализироваться в барьерном беге на 60 м и 110 м. В 18 лет переехал в Екатеринбург, поступил учиться в Свердловский государственный педагогический институт, и стал заниматься бегом на 400 метров с барьерами под руководством Валерия Антоновича Швецова. Через год, в 1992 году, выполнил норматив мастера спорта России. Выступал за профсоюзы и СК «Луч». Тренировался у Рифа Табабилова.
В 1995 году переехал в Санкт-Петербург и начал заниматься у заслуженного тренера СССР Алексея Вячеславовича Баталова. В 1997 году выполнил норматив мастера спорта России международного класса, выиграл чемпионат России и вошёл в состав сборной команды России. В 2000 году на Олимпийских играх в Сиднее в беге на 400 метров с барьерами занял 27 место в квалификации.
Окончил Ленинградский областной педагогический институт.
В 2001 году переехал в Челябинск и продолжил тренировки под руководством Сергея Викторовича Пугача. В 2004 году из-за накопившихся травм закончил спортивную карьеру.
С 2006 года начал работать тренером-преподавателем в СДЮСШОР № 2 города Челябинска. Также является старшим преподавателем кафедры лёгкой атлетики Уральского государственного университета физической культуры.
Среди его воспитанников наиболее известны:
- Денис Кудрявцев — серебряный призёр чемпионата мира 2015, бронзовый призёр чемпионата Европы 2014[9][10],
- Артём Денмухаметов — многократный призёр чемпионатов России,
- Никита Поляков — призёр чемпионата России 2015[11].

В 2016 году Ширяев удостоен почётного звания «Заслуженный тренер России».

## Основные результаты

### Международные
| Год  | Соревнования     | Место проведения  | Дисциплина         | Место  | Результат |
| ---- | ---------------- | ----------------- | ------------------ | ------ | --------- |
| 1997 | Чемпионат мира   | Афины, Греция     | 400 м с/б          | 33 (h) | 49,95     |
| 1998 | Игры доброй воли | Юниондейл, США    | эстафета 4 × 400 м | 4      | 3:06,53   |
| 1998 | Чемпионат Европы | Будапешт, Венгрия | 400 м с/б          | 8      | 50,94     |
| 1998 | Чемпионат Европы | Будапешт, Венгрия | эстафета 4 × 400 м | —      | DNF       |
| 1999 | Чемпионат мира   | Севилья, Испания  | 400 м с/б          | 35 (h) | 50,34     |
| 2000 | Олимпийские игры | Сидней, Австралия | 400 м с/б          | 27 (h) | 50,39     |

### Национальные
| Год  | Соревнования     | Место проведения | Дисциплина | Место | Результат |
| ---- | ---------------- | ---------------- | ---------- | ----- | --------- |
| 1996 | Чемпионат России | Санкт-Петербург  | 400 м с/б  | 3     | 50,60     |
| 1997 | Чемпионат России | Тула             | 400 м с/б  | 1     | 49,38     |
| 1998 | Чемпионат России | Москва           | 400 м с/б  | 1     | 49,57     |
| 1999 | Чемпионат России | Тула             | 400 м с/б  | 1     | 49,69     |
| 2000 | Чемпионат России | Тула             | 400 м с/б  | 1     | 49,02     |
| 2001 | Чемпионат России | Тула             | 400 м с/б  | 2     | 49,63     |
| 2003 | Чемпионат России | Тула             | 400 м с/б  | 2     | 49,80     |